# Marilia albofusca
Marilia albofusca är en nattsländeart som beskrevs av Schmid 1959. Marilia albofusca ingår i släktet Marilia och familjen böjrörsnattsländor. Inga underarter finns listade i Catalogue of Life.